# Família Barba
Família Barba és una família catalana formada per un bon nombre de mestres d'obra catalans de gran importància en la història de la construcció de Barcelona durant gairebé dos-cents anys, sent un dels més important de tots el mestre d'obra José Barba. Aquest va fundar l'empresa Josep Barba l'any 1823. Amb el temps i el pas de les generacions l'empresa prendria el nom del seu net: Antonio, sent en l'actualitat, Antonio Barba S.A., l'empresa constructora més antiga de Catalunya i una de les més antigues d'Europa.
Encara que a casa els noms utilitzats eran en català: Josep, Antoni... per raons legals es va haver de crear les empreses amb el noms en castellà. Aquest fet fa que en molts documents actuals es parli d'ells tant emb el nom en castellà com en català.

## Ressenya biogràfica[calcitació]
En temps de la Guerra Civil Espanyola es va perdre molta documentació familiar. Els arxius que es conserven donen testimoni de Mestres d'obra a la familia des del s. XVI.
La família va aconseguir gran rellevància com a mestres d'obra en el segle XIX en el moment de la gran expansió de la Barcelona industrial. La família es va dividir en diverses branques de constructors i arquitectes.

## Membres de la branca principal[calcitació]

### Josep Barba
Mestre d'Obra d'Enric Sagnier, va col·laborar amb ell en gairebé totes les seves edificacions, sobre tot en totes les religioses.
Va construir la seva pròpia casa: Josep Barba, a la cantonada del carrer Bruc amb Consell de Cent, en l'Eixample dret de Barcelona. El disseny va recaure en el seu col·laborador Sagnier.
Va ser membre de l'Òrgan de l'Acadèmia Calassància de les Escoles Pies de Barcelona

### Rafael Barba
També es va fer construir un parell d'edificis per la constructora familiar i dissenyats per Enric Sagnier. La principal font d'inversió del moment era fer edificis per poder rentar-los. Es troban al carrer Pau Clarís 140 de Barcelona.

### Antoni Barba
Net del constructor Josep Barba va canviar el nom de l'empresa José Barba a Antonio Barba s.a com a principal hereu, encara que altres membres de la família van continuar fent treballs com a constructors a dins de l'empresa familiar.

## Construccions de la Família Barba[calcitació]
- 1884. Rectoria i Capella del Santíssim de l'Església Sant Joan de Gràcia. Plaça de la Virreina. Arquitecte: Francesc Berenguer i Mestres.
- 1884. Altar Major de l'Església de Sant Joan de Gràcia. Plaça de la Virreina. Dissenyat per Enric Sagnier. Destruït en les revoltes de la Setmana Tràgica de 1909.
- 1892-1894. Casa Enrich Sagnier (casa familiar de l'Arquitecte). Rambla Catalunya 104 - cantonada passatge de la Concepció. Barcelona.
- 1910. Reconstrucció de l'Església de Sant Joan de Gràcia. Plaça de la Virreina. Arquitecte: Francesc Berenguer i Mestre.

## Arquitectes amb els quals va treballar la família Barba
- Bassegoda, Joan
- Berenguer i Mestres, Francesc
- Sagnier, Enric